# Kevin Hooks
Kevin Hooks (* 19. September 1958 in Philadelphia, Pennsylvania) ist ein US-amerikanischer Schauspieler sowie Film- und Fernsehregisseur.

## Leben
Hooks ist ein Sohn des Schauspielers Robert Hooks. Er begann seine Karriere im Filmgeschäft als Schauspieler Ende der 1960er Jahre. Für seine Rolle in dem Kinofilm Das Jahr ohne Vater (1972) erhielt er eine Nominierung für den Golden Globe in der Kategorie Bester Nachwuchsdarsteller. In den nächsten Jahren war er vor allem in unterschiedlichen Fernsehproduktionen zu sehen. In den 1980er Jahren wandte er sich zusehends der Regie zu. Bis heute führte er insbesondere bei diversen Fernsehserien und -filmen Regie (darunter 24 und Prison Break). Gelegentlich inszenierte er auch Kinofilme. In den 2000er Jahren war er zudem als Ausführender Produzent an verschiedenen Serien beteiligt, darunter Human Target. 
Hooks ist zum zweiten Mal verheiratet. Aus seiner ersten Ehe stammt ein Kind, mit seiner jetzigen Frau hat er zwei weitere.

## Filmografie (Auswahl)
als Regisseur
- 1988: Roots – Das Geschenk der Freiheit (Roots: The Gift, Fernsehfilm)
- 1990: Eine Woge von Hass (Heat Wave)
- 1991: Strictly Business
- 1992: Passagier 57
- 1993: Joey und Emily (To My Daughter with Love)
- 1996: Fled – Flucht nach Plan (Fled)
- 1998: Ruhm und Ehre (Glory & Honor)
- 1998: Black Dog
- 1999: Mutiny – Meuterei in Port Chicago (Mutiny)
- 2000: Die Farbe der Freundschaft (The Color of Friendship)
- 2004–2005: 24 (Fernsehserie, 4 Folgen)
- 2006–2009: Prison Break (Fernsehserie)
- 2009: Prison Break – The Final Break
- 2009: Monk (Fernsehserie, Episode 8x03)
- 2009, 2011, 2013: Bones – Die Knochenjägerin (Fernsehserie, vier Episoden)
- 2012: The Mentalist (Fernsehserie, Episode 4x21)
- 2014, 2015, 2017: Marvel’s Agents of S.H.I.E.L.D. (Fernsehserie, drei Episoden)
- 2017: Madiba (Miniserie)
- 2017–2018: Genius (Fernsehserie, vier Episoden)
- 2018: The Orville (Fernsehserie, Episode 2x02)
- 2019–2020: This Is Us – Das ist Leben (Fernsehserie, vier Episoden)